# Hooverson Heights
 (mars 2025).
Hooverson Heights est une census-designated place située dans le comté de Brooke, dans l’État de Virginie-Occidentale, aux États-Unis. Lors du recensement de 2020, elle comptait 2 582 habitants.